# Tsivoka simplicicollis
Tsivoka simplicicollis är en skalbaggsart som först beskrevs av Charles Joseph Gahan 1890.  Tsivoka simplicicollis ingår i släktet Tsivoka och familjen långhorningar.
Artens utbredningsområde är Madagaskar. Inga underarter finns listade i Catalogue of Life.